# Рохейм, Геза
Ге́за Ро́хейм (венг. Róheim Géza; 12 сентября 1891, Будапешт — 7 июня 1953, Нью-Йорк) — венгерско-американский психоаналитик, этнограф и антрополог фрейдомарксистского толка. Проводил полевые исследования в Центральной Австралии, Северной Америке, Африке, на острове Норманби (Меланезия) и Новой Гвинее. Один из создателей психоаналитической антропологии.

## Биография
Изучал географию и антропологию в университетах Берлина, Лейпцига и Будапешта. Среди его учителей были Феликс фон Лушан и Пауль Эренрейх. После возвращения в Венгрию в 1914 году получил степень доктора в областях географии, истории восточных народов и английской филологии. В 1915—1916 годах прошёл курс дидактического психоанализа у известнейшего венгерского психоаналитика Шандора Ференци. В 1919 году стал первым профессором антропологии в Будапештском университете.
Во время учёбы приобщился к трудам Зигмунда Фрейда, оказавшим серьёзное влияние на его мировоззрение; впоследствии одним из первых профессионально применял фрейдистский психоанализ к изучению сохранившихся до наших дней первобытных культур. В 1921 году был отмечен самим Фрейдом за статью, посвящённую «Эдиповому комплексу».
В первую крупную этнографическую экспедицию отправился в 1928 году. Финансирование предоставила принцесса греческая и датская Мари Бонапарт, известная последовательница Фрейда. По пути в Австралию спутники Рохейма сделали остановку в принадлежащем французам Джибути (Французский Берег Сомали). В феврале 1929 года экспедиция прибыла в Австралию и направилась в центральные регионы континента, где изучала психоаналитические и антропологические особенности племён аборигенов аранда и лоритья. После возвращения в Аделаиду Рохейм высадился в Порт-Морсби на Папуа-Новой Гвинее, а оттуда отбыл на меланезийский остров Норманби. В Америке исследователи изучали индейцев, живущих в резервации юма на мексикано-американской границе. В апреле 1931 года Рохейм вернулся в Будапешт.
В 1932—1938 годах преподавал психоанализ и антропологию в Будапештском институте психоанализа. В 1938 году, в условиях диктатуры Миклоша Хорти и нарастания нестабильности в Европе накануне Второй мировой войны, в силу еврейского происхождения был вынужден покинуть Венгрию и эмигрировал в Соединённые Штаты. Поступил на работу в государственной лечебнице в Вустере (штат Массачусетс), затем занимался частной психоаналитической практикой в Нью-Йорке, с 1940 года преподавал в Нью-йоркском психоаналитическом институте. Находясь в США, совершал непродолжительные поездки к индейцам навахо.